# Vysokorychlostní trať Š’-ťia-čuang – Tchaj-jüan
Vysokorychlostní trať Š'-ťia-čuang – Tchaj-jüan (čínsky v českém přepisu Š'-Tchaj Kche-jün Čuan Sien, pchin-jinem Shí-Tài Kèyùn Zhuān Xiàn, znaky zjednodušené 石太客运专线, tradiční 石太客運專線) je 189 kilometrů dlouhá vysokorychlostní trať v Čínské lidové republice, která spojuje Š'-ťia-čuang, hlavní město provincie Che-pej, s Tchaj-jüanem, hlavním městem provincie Šan-si. Vlaky zde jezdí rychlostí až 250 kilometrů v hodině.
Trať byla otevřena 1. dubna 2009. Překonává pohoří Tchaj-chang 28 kilometrů dlouhým Tchajchangským tunelem, který je nejdelším železničním tunelem na území Čínské lidové republiky.